# LAW 80
LAW 80 (бэкр. от Light Anti-armour Weapon for the 80s — «лёгкое противотанковое оружие для 1980-х») — британский ручной противотанковый гранатомёт одноразового применения.
Предназначен для поражения бронированных и небронированных целей, а также укрепленных позиций пехоты.

## История
LAW 80 был разработан с целью замены находившихся на вооружении вооружённых сил Великобритании 66-мм противотанковых гранатомётов M72 и 84-мм безоткатных орудий Carl Gustav. В разработке гранатомёта по субподряду принимали участие структурные подразделения Royal Ordnance — подразделение стрелкового оружия (пусковое устройство) и подразделение боеприпасов (граната). Этой же компанией изготавливались корпус гранатомёта, пристрелочное устройство и взрывчатое вещество. Осенью 1986 года Министерство обороны Великобритании заключило с Hunting Engineering контракт на сумму £200 млн на поставку 250 тыс. гранатомётов. На фабрике Hunting производилось около 30% деталей гранатомёта, включая его пусковое устройство, трубу, контейнер и полевой тренажёр. В производстве LAW 80 на фабриках Hunting и Royal Ordnance было задействовано около четырёхсот работников. Тогда же, в 1986 году на основе гранатомёта создали автономную самовзводящуюся противотанковую мину Lawmine, которая однако не пошла в производство. Кроме национального оборонзаказа, большим подспорьем для производителей стал крупный заказ, поступивший в 1986 году от Иордании.
В сентябре 1998 года было объявлено о намерении заменить LAW-80 на вооружении английских войск новым противотанковым гранатомётом.

## Устройство
Первые опытные и предсерийные образцы LAW 80 имели пусковую трубу из стекловолокна, в дальнейшем ствол изготавливали из кевлара.
Граната кумулятивная, массой 4 кг.
Двигатель твердотопливный, с тягой 97,8 кН. Топливный заряд представляет собой 0,5 кг гидроксильного полибутадиена. Уровень шума выстрела - в пределах 175-180 дБ.
Прицельные приспособления включают в себя пристрелочное устройство, представляющее собой алюминиевый ствол, закреплённый на пусковой трубе и предназначенный для осуществления пристрелки по цели 9-мм трассирующей пулей. В зарядной каморе находится пять патронов, которые не подлежат перезарядке. Указанная особенность существенно увеличивает точность прицеливания, но в то же время служит демаскирующим фактором.

## Тактико-технические характеристики
- Масса: 9,4 кг
- Бронепробиваемость: 600 мм[3]
- Перевод из походного положения в боевое: 10 секунд[5]
- Срок хранения: 10 лет[3]

### Прицельные приспособления
Прицельные приспособления — открытого типа.
В 1987 году на вооружение английской армии был принят унифицированный бесподсветочный ночной прицел «Кайт» производства фирмы «Пилкингтон» (4х-кратный, масса 1 кг, продолжительность непрерывной работы от батареи — 36 часов, дальность ночного видения — до 400 м). Прицел устанавливался на автоматы L85, ручные пулемёты L86A1 и гранатомёты LAW 80. Всего для вооружённых сил Великобритании было произведено и поставлено 11 тыс. прицелов «Кайт».

## Страны-эксплуатанты
- Великобритания — принят на вооружение в 1983 году,[3] определённое количество гранатомётов имелось на вооружении в 2007 году[10]
- Иордания — принят на вооружение в 1986 году,[7] 2500 гранатомётов имелось на вооружении в 2007 году[11]
- Оман — принят на вооружение в 1990 году, определённое количество гранатомётов имелось на вооружении в 2007 году[12]
- США — владельцем лицензии (Hunting) заключено лицензионное соглашение с компанией LTV на производство гранатомёта в США, LAW 80 предлагался для КМП США, был презентован 3—5 августа 1982 г. на выставке Лиги морской пехоты (Marine Corps League Exhibit) в Вашингтоне,[13] 70 гранатомётов было закуплено в начале 1983 года для армейских испытаний на Абердинском испытательном полигоне проводившихся с 1 апреля по 31 июля 1983 г.,[14] не был принят на вооружение ввиду своей стоимости, не менее чем в пять раз превышающей M72 LAW[15]
- Шри-Ланка